# Adrienne Clostre
Adrienne Clostre (* 9. Oktober 1921 in Thomery; † 5. August 2006 in Serrières) war eine französische Komponistin.
Clostre studierte am Conservatoire de Paris Klavier bei Yves Nat und Komposition bei Darius Milhaud, Jean Rivier und Olivier Messiaen. 1949 gewann sie mit der Kantate La Résurrection de Lazare den Premier Grand Prix de Rome.
Im Mittelpunkt des kompositorischen Schaffens Clostres standen von literarischen Werken angeregte lyrische Bühnenwerke. Außerdem komponierte sie Instrumentalmusik u. a. für Klavier, Orgel, Cello und Oboe. Sie wurde 1955 mit dem Grand Prix Musical de la Ville de Paris, 1976 mit dem Prix Florence Gould der Académie des Beaux-Arts und 1987 mit dem Prix SACD ausgezeichnet.

## Werke
- La Résurrection de Lazare, Kantate, 1949
- Spectacle Tchekhov, 1952
- The fioretti di San Francesco d’Assisi, Kammerkantate, 1953
- Les musiciens de Breme (Die Bremer Stadtmusikanten) nach Grimm, 1957
- Concert pour le souper du roi Louis II, 1957
- Le chant du cygne, Oper in einem Akt nach Tschechow, 1961
- Julien l’Apostat, Oper in acht Bildern nach Ibsen, 1970
- Six dialogues für Oboe solo, 1972
- Nietzsche, action lyrique in zwölf Folgen nach Nietzsche, 1975
- El tigre de oro y sombra, lecture musicale nach neun Gedichten von Borges, 1979
- Cinq scènes de la vie italienne,spectacle musical in fünf Szenen, 1980
- Le secret, lecture musicale du journal de Kierkegaard, 1982
- Le combat avec l’ange für Trompete und Orgel, 1983
- Variations italiennes für Klavier, 1984
- L’Albatros, action dramatique in neun Folgen nach Baudelaire, 1987
- Annapurna, action musicale in sieben Folgen nach Herzog, 1988
- Peinture et Liberté, Melodrame nach David und Michelet 1989
- Waves, ou une lecture pour piano de Virginia Woolf, 1990
- La Reine de Saba für Orgel und Schlagzeug, 1990
- Garbo la solitaire, Suite für Violoncello solo, 1992
- Histoire de Galmich für Klavier, 1992
- Lecture de Borges, spectacle musical in drei Teilen, 1992
- Le triomphe de la vertu, action musicale et dramatique, 1993
- Rome Noel an 800, fresque musicale, 1993
- Le tour du monde en 80 langues, 1994
- Lettres italiennes, Melodram, 1994
- Premier Livre des Rois, Orgelsonate, 1994
- L’ogre et le chevalier, hommage à la mémoire de Fassbinder, 1997
- Réanimation, Melodram in drei Episoden, 1997
- Camille Claudel sculpteur, action chorégraphique in drei Episoden, 1997
- Sans tricher, à tout coup, c’est la loi, hommage à Paul Auster, 1997
- Aria für Flöte und Klavier, 1999
- La petite barbue, spectacle musical für Kinder, 2000